# Sopon Sukdapisit
Sopon Sukdapisit (22 marzo 1982) è un regista e sceneggiatore tailandese.

## Biografia
Ha svolto l'attività di sceneggiatore in tutti i film dei celebri registi Banjong Pisanthanakun e Parkpoom Wongpoom con eccezione del primo Fobia, debutta come regista con Coming Soon del 2008.

## Filmografia

### Sceneggiatore
- Shutter  (2004)
- Alone (2007)
- Phobia 2 (2009)

### Regista
- Coming Soon (2008)